# Лари Финк
Лорънс (Лари) Дъглас Финк (на английски: Laurence Douglas Fink) е председател и главен изпълнителен директор на американската мултинационална компания по инвестиционен мениджмънт БлекРок (BlackRock) – най-голямата компания за управление на парични средства в света.

## Детство и образование
Финк отраства в еврейско семейство във Ван Найс, квартал на Лос Анджелис, Калифорния. Майка му е била професор по английски език, а баща му е притежавал магазин за обувки. През 1974 г. Финк получава бакалавърската си степен по политически науки от Калифорнийския университет в Лос Анджелис. Впоследствие, през 1976 г., той завършва магистратура по бизнес администрация от бизнес училището на Калифорнийския университет.

## Кариера
През 1976 г. Финк започва кариерата си във Фърст Бостън, голяма инвестиционна банка от Ню Йорк. Впоследствие Финк застава начело на облигационния отдел в компанията и по този начин заема основна роля в създаването и развитието на американския пазар за ипотечни ценни книжа. По време на престоя си във Фърст Бостън Финк е бил член на управителния комитет, управляващ партньор и началник на дирекцията по инструменти с фиксирана доходност. Финк също така е основател на департамента по финансови фючърси и опции както и началник на Групата за ипотеки и недвижимо имущество.
Финк допринася повече от 1 милиард долара към „Фърст Бостън“. Неговият престой в банката е успешен до 1986 г., когато неговият отдел губи повече от 100 милиона долара поради неправилна прогноза за движението на лихвите. Това събитие кара Финк да стартира нова компания, която ще се занимава не само с инвестирането на парите на клиентите си, но и ще има задълбочена стратегия за управление на риска.
През 1988 г. Лари Финк основава БлекРок под корпоративния чадър на The Blackstone Group и става директор и главен изпълнителен директор на БлекРок. След като БлекРок се отделя от Blackstone през 1994 г. Финк запазва позициите си на директор и изпълнителен директор, който той продължава да заема до 1998 г. когато компанията става по-независима. Сред другите позиции, които той е заемал са: председател на борда, председател на изпълнителния и лидерски комитети, председател на корпоративния съвет, и ко-председател на комитета за глобални клиенти.
През 1999 г. БлекРок става публична компания. През 2003 г. Финк помага с преговорите за подаването на оставка на главния изпълнителен директор на Нюйоркската фондова борса Ричард Грасо, който е критикуван за възнаграждението си от 190 милиона долара.
През 2006 г. Финк води сливането с Merrill Lynch Investment Managers, което удвоява портфолиото с управляваните от БлекРок активи. През същата година БлекРок купува жилищен комплекс в Манхатън за 5.2 млрд. долара, което се превръща в най-голямата сделка с недвижимо имущество в историята на САЩ. Когато проектът фалира клиентите на БлекРок губят своите пари, включително и Калифорнийския пенсионен фонд, който губи и 500 милиона долара.
Правителството на САЩ сключва договор с БлекРок да помогне за справянето с финансовата криза от 2008 г. Въпреки че се смята, че БлекРок е била най-подходящата компания за справяне с проблема, дългогодишното познанство на Финк с лица от правителството повдига въпроси за потенциален конфликт на интереси за сключването на държавни договори без наддаване.
През 2009 г. БлекРок закупува Barclays Global Investors, с което компанията основана от Финк пред 22 години става най-голямата компания за управление на средства в света. Въпреки това огромно влияние, Финк е предимно познат заради телевизионните си изяви в CNBC. През 2010 г. Финк получава възнаграждение от 23.6 милиона долара.
През 2012 г. БлекРок вече управлява активи за 3.5 трилиона долара и има 10 000 служители в 27 държави.
|  | Тази страница частично или изцяло представлява превод на страницата Laurence Fink в Уикипедия на английски. Оригиналният текст, както и този превод, са защитени от Лиценза „Криейтив Комънс – Признание – Споделяне на споделеното“, а за съдържание, създадено преди юни 2009 година – от Лиценза за свободна документация на ГНУ. Прегледайте историята на редакциите на оригиналната страница, както и на преводната страница, за да видите списъка на съавторите. ВАЖНО: Този шаблон се отнася единствено до авторските права върху съдържанието на статията. Добавянето му не отменя изискването да се посочват конкретни източници на твърденията, които да бъдат благонадеждни. |